# Желєзнодорожний (Калінінградська область)
Желєзнодорожний (рос. Железнодорожный, дос. «Залізничний»), до 1947 року — Гердауен (нім. Gerdauen) — селище міського типу Правдинського району, Калінінградської області Росії. Входить до складу Желєзнодорожного міського поселення.
Населення — 2641 осіб (2019 рік).

## Населення
| 1875  | 1885  | 1890  | 1910  | 1933  | 1939  | 1959  |
| ----- | ----- | ----- | ----- | ----- | ----- | ----- |
| 2864  | ↗2887 | ↘2858 | ↗4578 | ↗4712 | ↗5125 | ↘3380 |
| 1970  | 1979  | 1989  | 2002  | 2009  | 2010  | 2012  |
| ↗3661 | ↗3772 | ↘3246 | ↘2945 | ↘2863 | ↘2767 | ↗2809 |
| 2013  | 2014  | 2015  | 2016  | 2017  | 2018  | 2019  |
| ↘2802 | ↗2831 | ↘2830 | ↘2767 | ↘2728 | ↘2676 | ↘2641 |